# Камедь ріжкового дерева
Камедь (або ґлей) бобів ріжкового дерева (Е410) — харчова добавка, належить до групи стабілізаторів.

## Властивості
В'язкість 3100. Розчиняється тільки в гарячій воді (повне розчинення при 85 °C), але існують модифікації, що розчиняються в холодній воді. Сильний синергіст, здійснює вплив на функціональні властивості інших колоїдів. Зберігає і передає смак різних ароматів в продукті.

## Опис

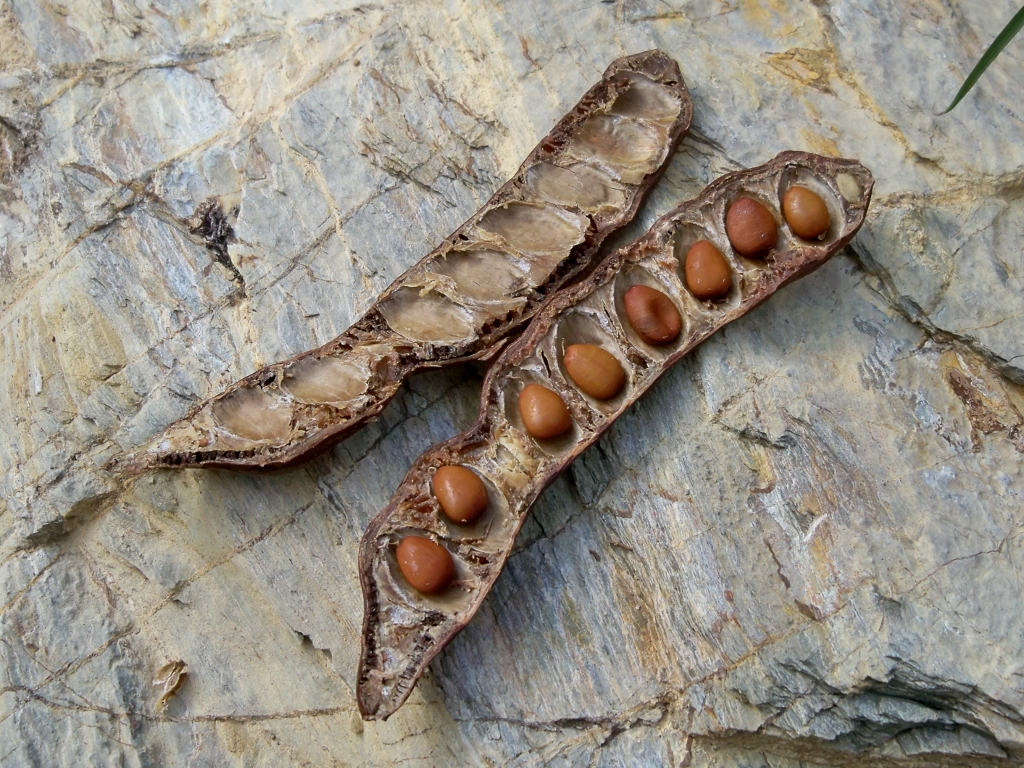
Насіння ріжкового дерева

Отримують із насіння ріжкового дерева.